# Blessing Ibrahim
Blessing Ibrahim (* 11. Oktober 1992 in Enugu) ist eine nigerianische Dreispringerin.

## Sportliche Laufbahn
Erste internationale Erfahrungen sammelte Blessing Ibrahim bei den Juniorenafrikameisterschaften 2009 in Bambous, bei denen sie mit 12,89 m die Goldmedaille im Drei- und mit 5,75 m die Bronzemedaille im Weitsprung gewann. Im Jahr darauf belegte sie bei den Afrikameisterschaften in Nairobi mit 13,30 m den siebten Platz und 2011 wurde sie bei den Afrikaspielen in Maputo mit 13,17 m Sechste. 2012 erreichte sie bei den Afrikameisterschaften in Porto-Novo mit 13,44 m den fünften Platz und zwei Jahre später gewann sie bei den Meisterschaften in Marrakesch mit 13,35 m die Bronzemedaille hinter der Kamerunerin Joëlle Mbumi Nkouindjin und Nadia Eke aus Ghana. Bei den Afrikaspielen 2015 in Brazzaville gewann sie mit 13,52 m die Silbermedaille hinter Mbumi und wurde mit einer Weite von 5,84 m Neunte im Weitsprung. 2018 nahm sie erstmals an den Commonwealth Games im australischen Gold Coast teil und wurde dort mit 13,48 m Fünfte. Im August belegte sie bei den Afrikameisterschaften in Asaba mit 12,97 m Rang sechs.
Von 2012 bis 2017 sowie 2019 wurde Ibrahim jedes Jahr nigerianische Meisterin im Dreisprung.

## Persönliche Bestleistungen
- Weitsprung: 6,17 m (+1,0 m/s), 11. Juli 2015 in Akure
- Dreisprung: 13,82 m (+1,0 m/s), 6. Juli 2012 in Kumasi